# Paris-Nice de 2012
A 70ª edição da Paris-Nice disputou-se entre 4 e 11 de março de 2012, com um total de 1 153 km.
Fez parte do UCI World Tour de 2012.
Como novidade se recuperou a tradicional cronoescalada final ao Col d'Èze.
O ganhador final foi Bradley Wiggins (quem ademais fez-se com a última etapa cronoescalada e a classificação por pontos). Acompanharam-lhe no pódio Lieuwe Westra e Alejandro Valverde, respectivamente.
Nas outras classificações secundárias impuseram-se Frederik Veuchelen (montanha), Tejay van Garderen (jovens) e Vacansoleil-DCM (equipas).

## Equipas participantes
Tomaram parte na corrida 22 equipas: todos os UCI Pro Tour (ao ser obrigada sua participação); mais 4 Profissionais Continentais mediante convite da organização (Team Europcar, Saur-Sojasun, Cofidis, le Crédit en Ligne e Project 1t4i). Formando assim um pelotão de 176 ciclistas, com 8 corredores a cada equipa, dos que acabaram 138. As equipas participantes foram:
| Equipes ProTeam (18)- AG2R La Mondiale - Astana - BMC Racing Team - Euskaltel-Euskadi - FDJ-BigMat - Garmin-Barracuda - Katusha Team - Lampre-ISD - Liquigas-Cannondale - Lotto-Belisol - Movistar Team - Omega Pharma-Quick Step - GreenEDGE - Rabobank - RadioShack-Nissan - Saxo Bank - Sky - Vacansoleil - DCM Equipes profissionais Continentais (4)- Cofidis, le Crédit en Ligne - Team Europcar - Project 1t4i - Saur-Sojasun |
| |

## Etapas
A Paris-Nice de 2012 constou de oito etapas, repartidas num prólogo, uma etapa plana, três etapas escarpadas, duas em media montanha, duas etapas de montanha e uma cronoescalada individual para um percurso total de 1 153 quilómetros.
| Etapa | Data    | Percurso                                         | type                      | Distância (km) | Vencedor           | Líder geral     |
| ----- | ------- | ------------------------------------------------ | ------------------------- | -------------- | ------------------ | --------------- |
| 1     | 4 mar.  | Dampierre-en-Yvelines – Saint-Rémy-lès-Chevreuse | contrarrelógio individual | 9,4            | Gustav Larsson     | Gustav Larsson  |
| 2     | 5 mar.  | Mantes-la-Jolie – Orleães                        | etapa plana               | 185,5          | Tom Boonen         | Bradley Wiggins |
| 3     | 6 mar.  | Vierzon – Vassivière Lake                        | etapa escarpada           | 194            | Alejandro Valverde | Bradley Wiggins |
| 4     | 7 mar.  | Brive-la-Gaillarde – Rodez                       | etapa escarpada           | 178            | Gianni Meersman    | Bradley Wiggins |
| 5     | 8 mar.  | Onet-le-Château – Mende                          | média montanha            | 178,5          | Lieuwe Westra      | Bradley Wiggins |
| 6     | 9 mar.  | Suze-la-Rousse – Sisteron                        | etapa escarpada           | 178,5          | Luis León Sánchez  | Bradley Wiggins |
| 7     | 10 mar. | Sisteron – Nice                                  | média montanha            | 219,5          | Thomas De Gendt    | Bradley Wiggins |
| 8     | 11 mar. | Nice – Col d'Èze                                 | cronoescalada             | 9,6            | Bradley Wiggins    | Bradley Wiggins |

## Desenvolvimento da corrida

### Prologo
| Dampierre-en-Yvelines - Saint-Rémy-lès-Chevreuse | contrarrelógio individual | (9,4 km) |

| \| Classificação por etapas \| Classificação por etapas \| Classificação por etapas \| Classificação por etapas \| Classificação por etapas \| \| Ciclista \| Ciclista \| Equipe \| Tempo \| \| \| ------------------------ \| ------------------------ \| --------------------------- \| ------------------------ \| ------------------------ \| \| 1. \| Gustav Larsson \| Vacansoleil-DCM \| 11m19s \| \| \| 2. \| Bradley Wiggins \| Team Sky \| + 1s \| \| \| 3. \| Levi Leipheimer \| Omega Pharma-Quick Step \| + 4s \| \| \| 4. \| Tejay van Garderen \| BMC Racing Team \| + 9s \| \| \| 5. \| Thomas De Gendt \| Vacansoleil-DCM \| + 12s \| \| \| 6. \| Sylvain Chavanel \| Omega Pharma-Quick Step \| + 12s \| \| \| 7. \| Rein Taaramäe \| Cofidis, le Crédit en Ligne \| + 13s \| \| \| 8. \| Markel Irizar \| RadioShack-Nissan \| + 13s \| \| \| 9. \| Rémi Pauriol \| FDJ-BigMat \| + 15s \| \| \| 10. \| Jérôme Coppel \| Saur-Sojasun \| + 15s \| \| |                    |                             |        |
| |                    |                             |        |
| |                    |                             |        |
| Classificação por etapas |                    |                             |        |
| Ciclista | Ciclista           | Equipe                      | Tempo  |
| 1. | Gustav Larsson     | Vacansoleil-DCM             | 11m19s |
| 2. | Bradley Wiggins    | Team Sky                    | + 1s   |
| 3. | Levi Leipheimer    | Omega Pharma-Quick Step     | + 4s   |
| 4. | Tejay van Garderen | BMC Racing Team             | + 9s   |
| 5. | Thomas De Gendt    | Vacansoleil-DCM             | + 12s  |
| 6. | Sylvain Chavanel   | Omega Pharma-Quick Step     | + 12s  |
| 7. | Rein Taaramäe      | Cofidis, le Crédit en Ligne | + 13s  |
| 8. | Markel Irizar      | RadioShack-Nissan           | + 13s  |
| 9. | Rémi Pauriol       | FDJ-BigMat                  | + 15s  |
| 10. | Jérôme Coppel      | Saur-Sojasun                | + 15s  |

| \| Classificação geral \| Classificação geral \| Classificação geral \| Classificação geral \| Classificação geral \| \| Ciclista \| Ciclista \| Equipe \| Tempo \| \| \| ------------------- \| ------------------- \| --------------------------- \| ------------------- \| ------------------- \| \| 1. \| Gustav Larsson \| Vacansoleil-DCM \| 11m19s \| \| \| 2. \| Bradley Wiggins \| Team Sky \| + 1s \| \| \| 3. \| Levi Leipheimer \| Omega Pharma-Quick Step \| + 4s \| \| \| 4. \| Tejay van Garderen \| BMC Racing Team \| + 9s \| \| \| 5. \| Thomas De Gendt \| Vacansoleil-DCM \| + 12s \| \| \| 6. \| Sylvain Chavanel \| Omega Pharma-Quick Step \| + 12s \| \| \| 7. \| Rein Taaramäe \| Cofidis, le Crédit en Ligne \| + 13s \| \| \| 8. \| Markel Irizar \| RadioShack-Nissan \| + 13s \| \| \| 9. \| Rémi Pauriol \| FDJ-BigMat \| + 15s \| \| \| 10. \| Jérôme Coppel \| Saur-Sojasun \| + 15s \| \| |                    |                             |        |
| |                    |                             |        |
| |                    |                             |        |
| Classificação geral |                    |                             |        |
| Ciclista | Ciclista           | Equipe                      | Tempo  |
| 1. | Gustav Larsson     | Vacansoleil-DCM             | 11m19s |
| 2. | Bradley Wiggins    | Team Sky                    | + 1s   |
| 3. | Levi Leipheimer    | Omega Pharma-Quick Step     | + 4s   |
| 4. | Tejay van Garderen | BMC Racing Team             | + 9s   |
| 5. | Thomas De Gendt    | Vacansoleil-DCM             | + 12s  |
| 6. | Sylvain Chavanel   | Omega Pharma-Quick Step     | + 12s  |
| 7. | Rein Taaramäe      | Cofidis, le Crédit en Ligne | + 13s  |
| 8. | Markel Irizar      | RadioShack-Nissan           | + 13s  |
| 9. | Rémi Pauriol       | FDJ-BigMat                  | + 15s  |
| 10. | Jérôme Coppel      | Saur-Sojasun                | + 15s  |

### Etapa 1
| Mantes-la-Jolie - Orleães | etapa plana | (185,5 km) |

| \| Classificação por etapas \| Classificação por etapas \| Classificação por etapas \| Classificação por etapas \| Classificação por etapas \| \| Ciclista \| Ciclista \| Equipe \| Tempo \| \| \| ------------------------ \| ------------------------ \| ------------------------ \| ------------------------ \| ------------------------ \| \| 1. \| Tom Boonen \| Omega Pharma-Quick Step \| 4h22m15s \| \| \| 2. \| José Joaquín Rojas \| Movistar Team \| + 0s \| \| \| 3. \| John Degenkolb \| Project 1t4i \| + 0s \| \| \| 4. \| Sep Vanmarcke \| Garmin-Barracuda \| + 0s \| \| \| 5. \| Francesco Gavazzi \| Astana \| + 0s \| \| \| 6. \| Ángel Vicioso \| Katusha \| + 0s \| \| \| 7. \| Maxime Monfort \| RadioShack-Nissan \| + 0s \| \| \| 8. \| Alejandro Valverde \| Movistar Team \| + 0s \| \| \| 9. \| Taylor Phinney \| BMC Racing Team \| + 0s \| \| \| 10. \| Geraint Thomas \| Team Sky \| + 0s \| \| |                    |                         |          |
| |                    |                         |          |
| |                    |                         |          |
| Classificação por etapas |                    |                         |          |
| Ciclista | Ciclista           | Equipe                  | Tempo    |
| 1. | Tom Boonen         | Omega Pharma-Quick Step | 4h22m15s |
| 2. | José Joaquín Rojas | Movistar Team           | + 0s     |
| 3. | John Degenkolb     | Project 1t4i            | + 0s     |
| 4. | Sep Vanmarcke      | Garmin-Barracuda        | + 0s     |
| 5. | Francesco Gavazzi  | Astana                  | + 0s     |
| 6. | Ángel Vicioso      | Katusha                 | + 0s     |
| 7. | Maxime Monfort     | RadioShack-Nissan       | + 0s     |
| 8. | Alejandro Valverde | Movistar Team           | + 0s     |
| 9. | Taylor Phinney     | BMC Racing Team         | + 0s     |
| 10. | Geraint Thomas     | Team Sky                | + 0s     |

| \| Classificação geral \| Classificação geral \| Classificação geral \| Classificação geral \| Classificação geral \| \| Ciclista \| Ciclista \| Equipe \| Tempo \| \| \| ------------------- \| ------------------- \| ----------------------- \| ------------------- \| ------------------- \| \| 1. \| Bradley Wiggins \| Team Sky \| 4h33m32s \| \| \| 2. \| Levi Leipheimer \| Omega Pharma-Quick Step \| + 6s \| \| \| 3. \| Tom Boonen \| Omega Pharma-Quick Step \| + 7s \| \| \| 4. \| Tejay van Garderen \| BMC Racing Team \| + 11s \| \| \| 5. \| Sylvain Chavanel \| Omega Pharma-Quick Step \| + 14s \| \| \| 6. \| Maxime Monfort \| RadioShack-Nissan \| + 18s \| \| \| 7. \| Taylor Phinney \| BMC Racing Team \| + 21s \| \| \| 8. \| Lieuwe Westra \| Vacansoleil-DCM \| + 22s \| \| \| 9. \| Geraint Thomas \| Team Sky \| + 28s \| \| \| 10. \| José Joaquín Rojas \| Movistar Team \| + 29s \| \| |                    |                         |          |
| |                    |                         |          |
| |                    |                         |          |
| Classificação geral |                    |                         |          |
| Ciclista | Ciclista           | Equipe                  | Tempo    |
| 1. | Bradley Wiggins    | Team Sky                | 4h33m32s |
| 2. | Levi Leipheimer    | Omega Pharma-Quick Step | + 6s     |
| 3. | Tom Boonen         | Omega Pharma-Quick Step | + 7s     |
| 4. | Tejay van Garderen | BMC Racing Team         | + 11s    |
| 5. | Sylvain Chavanel   | Omega Pharma-Quick Step | + 14s    |
| 6. | Maxime Monfort     | RadioShack-Nissan       | + 18s    |
| 7. | Taylor Phinney     | BMC Racing Team         | + 21s    |
| 8. | Lieuwe Westra      | Vacansoleil-DCM         | + 22s    |
| 9. | Geraint Thomas     | Team Sky                | + 28s    |
| 10. | José Joaquín Rojas | Movistar Team           | + 29s    |

### Etapa 2
| Vierzon - Vassivière Lake | etapa escarpada | (194 km) |

| \| Classificação por etapas \| Classificação por etapas \| Classificação por etapas \| Classificação por etapas \| Classificação por etapas \| \| Ciclista \| Ciclista \| Equipe \| Tempo \| \| \| ------------------------ \| ------------------------ \| ------------------------ \| ------------------------ \| ------------------------ \| \| 1. \| Alejandro Valverde \| Movistar Team \| 4h36m19s \| \| \| 2. \| Simon Gerrans \| GreenEDGE \| + 0s \| \| \| 3. \| Gianni Meersman \| Lotto-Belisol \| + 0s \| \| \| 4. \| Luis León Sánchez \| Rabobank \| + 0s \| \| \| 5. \| Xavier Florencio \| Katusha \| + 0s \| \| \| 6. \| Eros Capecchi \| Liquigas-Cannondale \| + 0s \| \| \| 7. \| Maxime Monfort \| RadioShack-Nissan \| + 0s \| \| \| 8. \| Jonathan Hivert \| Saur-Sojasun \| + 0s \| \| \| 9. \| Francesco Gavazzi \| Astana \| + 0s \| \| \| 10. \| Lieuwe Westra \| Vacansoleil-DCM \| + 0s \| \| |                    |                     |          |
| |                    |                     |          |
| |                    |                     |          |
| Classificação por etapas |                    |                     |          |
| Ciclista | Ciclista           | Equipe              | Tempo    |
| 1. | Alejandro Valverde | Movistar Team       | 4h36m19s |
| 2. | Simon Gerrans      | GreenEDGE           | + 0s     |
| 3. | Gianni Meersman    | Lotto-Belisol       | + 0s     |
| 4. | Luis León Sánchez  | Rabobank            | + 0s     |
| 5. | Xavier Florencio   | Katusha             | + 0s     |
| 6. | Eros Capecchi      | Liquigas-Cannondale | + 0s     |
| 7. | Maxime Monfort     | RadioShack-Nissan   | + 0s     |
| 8. | Jonathan Hivert    | Saur-Sojasun        | + 0s     |
| 9. | Francesco Gavazzi  | Astana              | + 0s     |
| 10. | Lieuwe Westra      | Vacansoleil-DCM     | + 0s     |

| \| Classificação geral \| Classificação geral \| Classificação geral \| Classificação geral \| Classificação geral \| \| Ciclista \| Ciclista \| Equipe \| Tempo \| \| \| ------------------- \| ------------------- \| ----------------------- \| ------------------- \| ------------------- \| \| 1. \| Bradley Wiggins \| Team Sky \| 9h09m51s \| \| \| 2. \| Levi Leipheimer \| Omega Pharma-Quick Step \| + 6s \| \| \| 3. \| Tejay van Garderen \| BMC Racing Team \| + 11s \| \| \| 4. \| Sylvain Chavanel \| Omega Pharma-Quick Step \| + 14s \| \| \| 5. \| Maxime Monfort \| RadioShack-Nissan \| + 18s \| \| \| 6. \| Alejandro Valverde \| Movistar Team \| + 20s \| \| \| 7. \| Lieuwe Westra \| Vacansoleil-DCM \| + 22s \| \| \| 8. \| José Joaquín Rojas \| Movistar Team \| + 29s \| \| \| 9. \| Simon Špilak \| Katusha \| + 33s \| \| \| 10. \| Robert Kišerlovski \| Astana \| + 36s \| \| |                    |                         |          |
| |                    |                         |          |
| |                    |                         |          |
| Classificação geral |                    |                         |          |
| Ciclista | Ciclista           | Equipe                  | Tempo    |
| 1. | Bradley Wiggins    | Team Sky                | 9h09m51s |
| 2. | Levi Leipheimer    | Omega Pharma-Quick Step | + 6s     |
| 3. | Tejay van Garderen | BMC Racing Team         | + 11s    |
| 4. | Sylvain Chavanel   | Omega Pharma-Quick Step | + 14s    |
| 5. | Maxime Monfort     | RadioShack-Nissan       | + 18s    |
| 6. | Alejandro Valverde | Movistar Team           | + 20s    |
| 7. | Lieuwe Westra      | Vacansoleil-DCM         | + 22s    |
| 8. | José Joaquín Rojas | Movistar Team           | + 29s    |
| 9. | Simon Špilak       | Katusha                 | + 33s    |
| 10. | Robert Kišerlovski | Astana                  | + 36s    |

### Etapa 3
| Brive-la-Gaillarde - Rodez | etapa escarpada | (178 km) |

| \| Classificação por etapas \| Classificação por etapas \| Classificação por etapas \| Classificação por etapas \| Classificação por etapas \| \| Ciclista \| Ciclista \| Equipe \| Tempo \| \| \| ------------------------ \| ------------------------ \| ------------------------ \| ------------------------ \| ------------------------ \| \| 1. \| Gianni Meersman \| Lotto-Belisol \| 4h21m01s \| \| \| 2. \| Grega Bole \| Lampre-ISD \| + 0s \| \| \| 3. \| Lieuwe Westra \| Vacansoleil-DCM \| + 0s \| \| \| 4. \| Xavier Florencio \| Katusha \| + 0s \| \| \| 5. \| Jonathan Hivert \| Saur-Sojasun \| + 0s \| \| \| 6. \| Simon Geschke \| Project 1t4i \| + 0s \| \| \| 7. \| Nicolas Roche \| AG2R La Mondiale \| + 0s \| \| \| 8. \| Alejandro Valverde \| Movistar Team \| + 0s \| \| \| 9. \| Francesco Gavazzi \| Astana \| + 0s \| \| \| 10. \| Bradley Wiggins \| Team Sky \| + 0s \| \| |                    |                  |          |
| |                    |                  |          |
| |                    |                  |          |
| Classificação por etapas |                    |                  |          |
| Ciclista | Ciclista           | Equipe           | Tempo    |
| 1. | Gianni Meersman    | Lotto-Belisol    | 4h21m01s |
| 2. | Grega Bole         | Lampre-ISD       | + 0s     |
| 3. | Lieuwe Westra      | Vacansoleil-DCM  | + 0s     |
| 4. | Xavier Florencio   | Katusha          | + 0s     |
| 5. | Jonathan Hivert    | Saur-Sojasun     | + 0s     |
| 6. | Simon Geschke      | Project 1t4i     | + 0s     |
| 7. | Nicolas Roche      | AG2R La Mondiale | + 0s     |
| 8. | Alejandro Valverde | Movistar Team    | + 0s     |
| 9. | Francesco Gavazzi  | Astana           | + 0s     |
| 10. | Bradley Wiggins    | Team Sky         | + 0s     |

| \| Classificação geral \| Classificação geral \| Classificação geral \| Classificação geral \| Classificação geral \| \| Ciclista \| Ciclista \| Equipe \| Tempo \| \| \| ------------------- \| ------------------- \| ----------------------- \| ------------------- \| ------------------- \| \| 1. \| Bradley Wiggins \| Team Sky \| 13h30m52s \| \| \| 2. \| Levi Leipheimer \| Omega Pharma-Quick Step \| + 6s \| \| \| 3. \| Tejay van Garderen \| BMC Racing Team \| + 11s \| \| \| 4. \| Sylvain Chavanel \| Omega Pharma-Quick Step \| + 14s \| \| \| 5. \| Maxime Monfort \| RadioShack-Nissan \| + 18s \| \| \| 6. \| Lieuwe Westra \| Vacansoleil-DCM \| + 18s \| \| \| 7. \| Alejandro Valverde \| Movistar Team \| + 20s \| \| \| 8. \| José Joaquín Rojas \| Movistar Team \| + 29s \| \| \| 9. \| Simon Špilak \| Katusha \| + 33s \| \| \| 10. \| Robert Kišerlovski \| Astana \| + 36s \| \| |                    |                         |           |
| |                    |                         |           |
| |                    |                         |           |
| Classificação geral |                    |                         |           |
| Ciclista | Ciclista           | Equipe                  | Tempo     |
| 1. | Bradley Wiggins    | Team Sky                | 13h30m52s |
| 2. | Levi Leipheimer    | Omega Pharma-Quick Step | + 6s      |
| 3. | Tejay van Garderen | BMC Racing Team         | + 11s     |
| 4. | Sylvain Chavanel   | Omega Pharma-Quick Step | + 14s     |
| 5. | Maxime Monfort     | RadioShack-Nissan       | + 18s     |
| 6. | Lieuwe Westra      | Vacansoleil-DCM         | + 18s     |
| 7. | Alejandro Valverde | Movistar Team           | + 20s     |
| 8. | José Joaquín Rojas | Movistar Team           | + 29s     |
| 9. | Simon Špilak       | Katusha                 | + 33s     |
| 10. | Robert Kišerlovski | Astana                  | + 36s     |

### Etapa 4
| Onet-le-Château - Mende | média montanha | (178,5 km) |

| \| Classificação por etapas \| Classificação por etapas \| Classificação por etapas \| Classificação por etapas \| Classificação por etapas \| \| Ciclista \| Ciclista \| Equipe \| Tempo \| \| \| ------------------------ \| ------------------------ \| ------------------------ \| ------------------------ \| ------------------------ \| \| 1. \| Lieuwe Westra \| Vacansoleil-DCM \| 4h52m46s \| \| \| 2. \| Alejandro Valverde \| Movistar Team \| + 6s \| \| \| 3. \| Bradley Wiggins \| Team Sky \| + 6s \| \| \| 4. \| Levi Leipheimer \| Omega Pharma-Quick Step \| + 6s \| \| \| 5. \| Simon Špilak \| Katusha \| + 6s \| \| \| 6. \| Damiano Cunego \| Lampre-ISD \| + 16s \| \| \| 7. \| Arnold Jeannesson \| FDJ-BigMat \| + 16s \| \| \| 8. \| Sylwester Szmyd \| Liquigas-Cannondale \| + 24s \| \| \| 9. \| Rigoberto Urán \| Team Sky \| + 24s \| \| \| 10. \| Thomas Voeckler \| Team Europcar \| + 30s \| \| |                    |                         |          |
| |                    |                         |          |
| |                    |                         |          |
| Classificação por etapas |                    |                         |          |
| Ciclista | Ciclista           | Equipe                  | Tempo    |
| 1. | Lieuwe Westra      | Vacansoleil-DCM         | 4h52m46s |
| 2. | Alejandro Valverde | Movistar Team           | + 6s     |
| 3. | Bradley Wiggins    | Team Sky                | + 6s     |
| 4. | Levi Leipheimer    | Omega Pharma-Quick Step | + 6s     |
| 5. | Simon Špilak       | Katusha                 | + 6s     |
| 6. | Damiano Cunego     | Lampre-ISD              | + 16s    |
| 7. | Arnold Jeannesson  | FDJ-BigMat              | + 16s    |
| 8. | Sylwester Szmyd    | Liquigas-Cannondale     | + 24s    |
| 9. | Rigoberto Urán     | Team Sky                | + 24s    |
| 10. | Thomas Voeckler    | Team Europcar           | + 30s    |

| \| Classificação geral \| Classificação geral \| Classificação geral \| Classificação geral \| Classificação geral \| \| Ciclista \| Ciclista \| Equipe \| Tempo \| \| \| ------------------- \| ------------------- \| ----------------------- \| ------------------- \| ------------------- \| \| 1. \| Bradley Wiggins \| Team Sky \| 18h23m40s \| \| \| 2. \| Lieuwe Westra \| Vacansoleil-DCM \| + 6s \| \| \| 3. \| Levi Leipheimer \| Omega Pharma-Quick Step \| + 10s \| \| \| 4. \| Alejandro Valverde \| Movistar Team \| + 18s \| \| \| 5. \| Simon Špilak \| Katusha \| + 37s \| \| \| 6. \| Tejay van Garderen \| BMC Racing Team \| + 39s \| \| \| 7. \| Maxime Monfort \| RadioShack-Nissan \| + 46s \| \| \| 8. \| Arnold Jeannesson \| FDJ-BigMat \| + 1m06s \| \| \| 9. \| Sylvain Chavanel \| Omega Pharma-Quick Step \| + 1m16s \| \| \| 10. \| Robert Kišerlovski \| Astana \| + 1m21s \| \| |                    |                         |           |
| |                    |                         |           |
| |                    |                         |           |
| Classificação geral |                    |                         |           |
| Ciclista | Ciclista           | Equipe                  | Tempo     |
| 1. | Bradley Wiggins    | Team Sky                | 18h23m40s |
| 2. | Lieuwe Westra      | Vacansoleil-DCM         | + 6s      |
| 3. | Levi Leipheimer    | Omega Pharma-Quick Step | + 10s     |
| 4. | Alejandro Valverde | Movistar Team           | + 18s     |
| 5. | Simon Špilak       | Katusha                 | + 37s     |
| 6. | Tejay van Garderen | BMC Racing Team         | + 39s     |
| 7. | Maxime Monfort     | RadioShack-Nissan       | + 46s     |
| 8. | Arnold Jeannesson  | FDJ-BigMat              | + 1m06s   |
| 9. | Sylvain Chavanel   | Omega Pharma-Quick Step | + 1m16s   |
| 10. | Robert Kišerlovski | Astana                  | + 1m21s   |

### Etapa 5
| Suze-la-Rousse - Sisteron | etapa escarpada | (178,5 km) |

| \| Classificação por etapas \| Classificação por etapas \| Classificação por etapas \| Classificação por etapas \| Classificação por etapas \| \| Ciclista \| Ciclista \| Equipe \| Tempo \| \| \| ------------------------ \| ------------------------ \| --------------------------- \| ------------------------ \| ------------------------ \| \| 1. \| Luis León Sánchez \| Rabobank \| 4h07m58s \| \| \| 2. \| Jens Voigt \| RadioShack-Nissan \| + 0s \| \| \| 3. \| Heinrich Haussler \| Garmin-Barracuda \| + 14s \| \| \| 4. \| Elia Viviani \| Liquigas-Cannondale \| + 14s \| \| \| 5. \| Grega Bole \| Lampre-ISD \| + 14s \| \| \| 6. \| Alexander Kristoff \| Katusha \| + 14s \| \| \| 7. \| Samuel Dumoulin \| Cofidis, le Crédit en Ligne \| + 14s \| \| \| 8. \| Romain Feillu \| Vacansoleil-DCM \| + 14s \| \| \| 9. \| Koen de Kort \| Project 1t4i \| + 14s \| \| \| 10. \| Jacopo Guarnieri \| Astana \| + 14s \| \| |                    |                             |          |
| |                    |                             |          |
| |                    |                             |          |
| Classificação por etapas |                    |                             |          |
| Ciclista | Ciclista           | Equipe                      | Tempo    |
| 1. | Luis León Sánchez  | Rabobank                    | 4h07m58s |
| 2. | Jens Voigt         | RadioShack-Nissan           | + 0s     |
| 3. | Heinrich Haussler  | Garmin-Barracuda            | + 14s    |
| 4. | Elia Viviani       | Liquigas-Cannondale         | + 14s    |
| 5. | Grega Bole         | Lampre-ISD                  | + 14s    |
| 6. | Alexander Kristoff | Katusha                     | + 14s    |
| 7. | Samuel Dumoulin    | Cofidis, le Crédit en Ligne | + 14s    |
| 8. | Romain Feillu      | Vacansoleil-DCM             | + 14s    |
| 9. | Koen de Kort       | Project 1t4i                | + 14s    |
| 10. | Jacopo Guarnieri   | Astana                      | + 14s    |

| \| Classificação geral \| Classificação geral \| Classificação geral \| Classificação geral \| Classificação geral \| \| Ciclista \| Ciclista \| Equipe \| Tempo \| \| \| ------------------- \| ------------------- \| ----------------------- \| ------------------- \| ------------------- \| \| 1. \| Bradley Wiggins \| Team Sky \| 18h23m40s \| \| \| 2. \| Lieuwe Westra \| Vacansoleil-DCM \| + 6s \| \| \| 3. \| Levi Leipheimer \| Omega Pharma-Quick Step \| + 10s \| \| \| 4. \| Alejandro Valverde \| Movistar Team \| + 18s \| \| \| 5. \| Simon Špilak \| Katusha \| + 37s \| \| \| 6. \| Tejay van Garderen \| BMC Racing Team \| + 39s \| \| \| 7. \| Maxime Monfort \| RadioShack-Nissan \| + 46s \| \| \| 8. \| Arnold Jeannesson \| FDJ-BigMat \| + 1m06s \| \| \| 9. \| Sylvain Chavanel \| Omega Pharma-Quick Step \| + 1m16s \| \| \| 10. \| Robert Kišerlovski \| Astana \| + 1m21s \| \| |                    |                         |           |
| |                    |                         |           |
| |                    |                         |           |
| Classificação geral |                    |                         |           |
| Ciclista | Ciclista           | Equipe                  | Tempo     |
| 1. | Bradley Wiggins    | Team Sky                | 18h23m40s |
| 2. | Lieuwe Westra      | Vacansoleil-DCM         | + 6s      |
| 3. | Levi Leipheimer    | Omega Pharma-Quick Step | + 10s     |
| 4. | Alejandro Valverde | Movistar Team           | + 18s     |
| 5. | Simon Špilak       | Katusha                 | + 37s     |
| 6. | Tejay van Garderen | BMC Racing Team         | + 39s     |
| 7. | Maxime Monfort     | RadioShack-Nissan       | + 46s     |
| 8. | Arnold Jeannesson  | FDJ-BigMat              | + 1m06s   |
| 9. | Sylvain Chavanel   | Omega Pharma-Quick Step | + 1m16s   |
| 10. | Robert Kišerlovski | Astana                  | + 1m21s   |

### Etapa 6
| Sisteron - Nice | média montanha | (219,5 km) |

| \| Classificação por etapas \| Classificação por etapas \| Classificação por etapas \| Classificação por etapas \| Classificação por etapas \| \| Ciclista \| Ciclista \| Equipe \| Tempo \| \| \| ------------------------ \| ------------------------ \| --------------------------- \| ------------------------ \| ------------------------ \| \| 1. \| Thomas De Gendt \| Vacansoleil-DCM \| 5h11m48s \| \| \| 2. \| Rein Taaramäe \| Cofidis, le Crédit en Ligne \| + 6m18s \| \| \| 3. \| John Degenkolb \| Project 1t4i \| + 9m24s \| \| \| 4. \| Greg Henderson \| Lotto-Belisol \| + 9m24s \| \| \| 5. \| Thor Hushovd \| BMC Racing Team \| + 9m24s \| \| \| 6. \| José Joaquín Rojas \| Movistar Team \| + 9m24s \| \| \| 7. \| Romain Feillu \| Vacansoleil-DCM \| + 9m24s \| \| \| 8. \| Simon Clarke \| GreenEDGE \| + 9m24s \| \| \| 9. \| Xavier Florencio \| Katusha \| + 9m24s \| \| \| 10. \| Grega Bole \| Lampre-ISD \| + 9m24s \| \| |                    |                             |          |
| |                    |                             |          |
| |                    |                             |          |
| Classificação por etapas |                    |                             |          |
| Ciclista | Ciclista           | Equipe                      | Tempo    |
| 1. | Thomas De Gendt    | Vacansoleil-DCM             | 5h11m48s |
| 2. | Rein Taaramäe      | Cofidis, le Crédit en Ligne | + 6m18s  |
| 3. | John Degenkolb     | Project 1t4i                | + 9m24s  |
| 4. | Greg Henderson     | Lotto-Belisol               | + 9m24s  |
| 5. | Thor Hushovd       | BMC Racing Team             | + 9m24s  |
| 6. | José Joaquín Rojas | Movistar Team               | + 9m24s  |
| 7. | Romain Feillu      | Vacansoleil-DCM             | + 9m24s  |
| 8. | Simon Clarke       | GreenEDGE                   | + 9m24s  |
| 9. | Xavier Florencio   | Katusha                     | + 9m24s  |
| 10. | Grega Bole         | Lampre-ISD                  | + 9m24s  |

| \| Classificação geral \| Classificação geral \| Classificação geral \| Classificação geral \| Classificação geral \| \| Ciclista \| Ciclista \| Equipe \| Tempo \| \| \| ------------------- \| ------------------- \| ----------------------- \| ------------------- \| ------------------- \| \| 1. \| Bradley Wiggins \| Team Sky \| 27h53m04s \| \| \| 2. \| Lieuwe Westra \| Vacansoleil-DCM \| + 6s \| \| \| 3. \| Alejandro Valverde \| Movistar Team \| + 18s \| \| \| 4. \| Simon Špilak \| Katusha \| + 37s \| \| \| 5. \| Tejay van Garderen \| BMC Racing Team \| + 39s \| \| \| 6. \| Maxime Monfort \| RadioShack-Nissan \| + 46s \| \| \| 7. \| Arnold Jeannesson \| FDJ-BigMat \| + 1m06s \| \| \| 8. \| Sylvain Chavanel \| Omega Pharma-Quick Step \| + 1m16s \| \| \| 9. \| Robert Kišerlovski \| Astana \| + 1m21s \| \| \| 10. \| Ángel Vicioso \| Katusha \| + 2m24s \| \| |                    |                         |           |
| |                    |                         |           |
| |                    |                         |           |
| Classificação geral |                    |                         |           |
| Ciclista | Ciclista           | Equipe                  | Tempo     |
| 1. | Bradley Wiggins    | Team Sky                | 27h53m04s |
| 2. | Lieuwe Westra      | Vacansoleil-DCM         | + 6s      |
| 3. | Alejandro Valverde | Movistar Team           | + 18s     |
| 4. | Simon Špilak       | Katusha                 | + 37s     |
| 5. | Tejay van Garderen | BMC Racing Team         | + 39s     |
| 6. | Maxime Monfort     | RadioShack-Nissan       | + 46s     |
| 7. | Arnold Jeannesson  | FDJ-BigMat              | + 1m06s   |
| 8. | Sylvain Chavanel   | Omega Pharma-Quick Step | + 1m16s   |
| 9. | Robert Kišerlovski | Astana                  | + 1m21s   |
| 10. | Ángel Vicioso      | Katusha                 | + 2m24s   |

### Etapa 7
| Nice - Col d'Èze | cronoescalada | (9,6 km) |

| \| Classificação por etapas \| Classificação por etapas \| Classificação por etapas \| Classificação por etapas \| Classificação por etapas \| \| Ciclista \| Ciclista \| Equipe \| Tempo \| \| \| ------------------------ \| ------------------------ \| --------------------------- \| ------------------------ \| ------------------------ \| \| 1. \| Bradley Wiggins \| Team Sky \| 19m12s \| \| \| 2. \| Lieuwe Westra \| Vacansoleil-DCM \| + 2s \| \| \| 3. \| Jean-Christophe Péraud \| AG2R La Mondiale \| + 33s \| \| \| 4. \| Simon Špilak \| Katusha \| + 47s \| \| \| 5. \| Jérôme Coppel \| Saur-Sojasun \| + 51s \| \| \| 6. \| Alejandro Valverde \| Movistar Team \| + 52s \| \| \| 7. \| Andreas Klöden \| RadioShack-Nissan \| + 58s \| \| \| 8. \| David Moncoutié \| Cofidis, le Crédit en Ligne \| + 59s \| \| \| 9. \| Damiano Cunego \| Lampre-ISD \| + 59s \| \| \| 10. \| Rigoberto Urán \| Team Sky \| + 1m06s \| \| |                        |                             |         |
| |                        |                             |         |
| |                        |                             |         |
| Classificação por etapas |                        |                             |         |
| Ciclista | Ciclista               | Equipe                      | Tempo   |
| 1. | Bradley Wiggins        | Team Sky                    | 19m12s  |
| 2. | Lieuwe Westra          | Vacansoleil-DCM             | + 2s    |
| 3. | Jean-Christophe Péraud | AG2R La Mondiale            | + 33s   |
| 4. | Simon Špilak           | Katusha                     | + 47s   |
| 5. | Jérôme Coppel          | Saur-Sojasun                | + 51s   |
| 6. | Alejandro Valverde     | Movistar Team               | + 52s   |
| 7. | Andreas Klöden         | RadioShack-Nissan           | + 58s   |
| 8. | David Moncoutié        | Cofidis, le Crédit en Ligne | + 59s   |
| 9. | Damiano Cunego         | Lampre-ISD                  | + 59s   |
| 10. | Rigoberto Urán         | Team Sky                    | + 1m06s |

## Classificações finais

### Classificação geral
| \| Classificação geral \| Classificação geral \| Classificação geral \| Classificação geral \| Classificação geral \| \| Ciclista \| Ciclista \| Equipe \| Tempo \| \| \| ------------------- \| ------------------- \| ----------------------- \| ------------------- \| ------------------- \| \| 1. \| Bradley Wiggins \| Team Sky \| 28h12m16s \| \| \| 2. \| Lieuwe Westra \| Vacansoleil-DCM \| + 8s \| \| \| 3. \| Alejandro Valverde \| Movistar Team \| + 1m10s \| \| \| 4. \| Simon Špilak \| Katusha \| + 1m24s \| \| \| 5. \| Tejay van Garderen \| BMC Racing Team \| + 1m54s \| \| \| 6. \| Arnold Jeannesson \| FDJ-BigMat \| + 2m13s \| \| \| 7. \| Maxime Monfort \| RadioShack-Nissan \| + 2m21s \| \| \| 8. \| Sylvain Chavanel \| Omega Pharma-Quick Step \| + 2m42s \| \| \| 9. \| Robert Kišerlovski \| Astana \| + 3m30s \| \| \| 10. \| Ángel Vicioso \| Katusha \| + 3m50s \| \| |                    |                         |           |
| |                    |                         |           |
| Fonte: ProCyclingStats |                    |                         |           |
| Classificação geral |                    |                         |           |
| Ciclista | Ciclista           | Equipe                  | Tempo     |
| 1. | Bradley Wiggins    | Team Sky                | 28h12m16s |
| 2. | Lieuwe Westra      | Vacansoleil-DCM         | + 8s      |
| 3. | Alejandro Valverde | Movistar Team           | + 1m10s   |
| 4. | Simon Špilak       | Katusha                 | + 1m24s   |
| 5. | Tejay van Garderen | BMC Racing Team         | + 1m54s   |
| 6. | Arnold Jeannesson  | FDJ-BigMat              | + 2m13s   |
| 7. | Maxime Monfort     | RadioShack-Nissan       | + 2m21s   |
| 8. | Sylvain Chavanel   | Omega Pharma-Quick Step | + 2m42s   |
| 9. | Robert Kišerlovski | Astana                  | + 3m30s   |
| 10. | Ángel Vicioso      | Katusha                 | + 3m50s   |

### Classificação por pontos
| Classificação por pontos | Classificação por pontos | Classificação por pontos | Classificação por pontos | Classificação por pontos |
| Ciclista                 | Ciclista                 | Equipe                   | Pontos                   |                          |
| ------------------------ | ------------------------ | ------------------------ | ------------------------ | ------------------------ |
| 1.                       | Bradley Wiggins          | Team Sky                 | 92 pts                   |                          |
| 2.                       | Alejandro Valverde       | Movistar Team            | 89 pts                   |                          |
| 3.                       | Lieuwe Westra            | Vacansoleil-DCM          | 85 pts                   |                          |
| 4.                       | Luis León Sánchez        | Rabobank                 | 52 pts                   |                          |
| 5.                       | Tejay van Garderen       | BMC Racing Team          | 50 pts                   |                          |
| 6.                       | Levi Leipheimer          | Omega Pharma-Quick Step  | 50 pts                   |                          |
| 7.                       | Grega Bole               | Lampre-ISD               | 49 pts                   |                          |
| 8.                       | Xavier Florencio         | Katusha                  | 46 pts                   |                          |
| 9.                       | Thomas De Gendt          | Vacansoleil-DCM          | 45 pts                   |                          |
| 10.                      | Gianni Meersman          | Lotto-Belisol            | 45 pts                   |                          |

### Classificação da montanha
| Classificação da montanha | Classificação da montanha | Classificação da montanha   | Classificação da montanha | Classificação da montanha |
| Ciclista                  | Ciclista                  | Equipe                      | Pontos                    |                           |
| ------------------------- | ------------------------- | --------------------------- | ------------------------- | ------------------------- |
| 1.                        | Frederik Veuchelen        | Vacansoleil-DCM             | 64 pts                    |                           |
| 2.                        | Luis Ángel Maté           | Cofidis, le Crédit en Ligne | 28 pts                    |                           |
| 3.                        | Rein Taaramäe             | Cofidis, le Crédit en Ligne | 20 pts                    |                           |
| 4.                        | David Le Lay              | Saur-Sojasun                | 20 pts                    |                           |
| 5.                        | Yukiya Arashiro           | Team Europcar               | 19 pts                    |                           |
| 6.                        | Bart De Clercq            | Lotto-Belisol               | 15 pts                    |                           |
| 7.                        | Simon Clarke              | GreenEDGE                   | 8 pts                     |                           |
| 8.                        | Jean-Christophe Péraud    | AG2R La Mondiale            | 5 pts                     |                           |
| 9.                        | Laurens ten Dam           | Rabobank                    | 5 pts                     |                           |
| 10.                       | Simon Geschke             | Project 1t4i                | 5 pts                     |                           |

### Classificação dos jovens
| Classificação dos jovens | Classificação dos jovens | Classificação dos jovens    | Classificação dos jovens | Classificação dos jovens |
| Ciclista                 | Ciclista                 | Equipe                      | Tempo                    |                          |
| ------------------------ | ------------------------ | --------------------------- | ------------------------ | ------------------------ |
| 1.                       | Tejay van Garderen       | BMC Racing Team             | 28h14m10s                |                          |
| 2.                       | Rigoberto Urán           | Team Sky                    | + 2m46s                  |                          |
| 3.                       | Romain Sicard            | Euskaltel-Euskadi           | + 7m55s                  |                          |
| 4.                       | Davide Malacarne         | Team Europcar               | + 8m53s                  |                          |
| 5.                       | Dominik Nerz             | Liquigas-Cannondale         | + 10m02s                 |                          |
| 6.                       | Diego Ulissi             | Lampre-ISD                  | + 12m38s                 |                          |
| 7.                       | Gorka Izagirre           | Euskaltel-Euskadi           | + 20m49s                 |                          |
| 8.                       | Alexandre Geniez         | Project 1t4i                | + 25m14s                 |                          |
| 9.                       | Rein Taaramäe            | Cofidis, le Crédit en Ligne | + 29m15s                 |                          |
| 10.                      | Kris Boeckmans           | Vacansoleil-DCM             | + 33m32s                 |                          |

### Classificação por equipas
| Classificação por equipes | Classificação por equipes | Classificação por equipes | Classificação por equipes |
| Equipe                    | Equipe                    | Tempo                     |                           |
| ------------------------- | ------------------------- | ------------------------- | ------------------------- |
| 1.                        | Vacansoleil - DCM         | 84h39m30s                 |                           |
| 2.                        | Sky                       | + 4m45s                   |                           |
| 3.                        | Movistar Team             | + 7m28s                   |                           |
| 4.                        | Katusha Team              | + 8m43s                   |                           |
| 5.                        | Omega Pharma-Quick Step   | + 8m49s                   |                           |

## Evolução das classificações
| Etapa (Vencedor)                 | Classificação geral | Classificação por pontos | Classificação da montanha | Classificação dos jovens | Classificação por equipas |
| -------------------------------- | ------------------- | ------------------------ | ------------------------- | ------------------------ | ------------------------- |
| 1ª etapa (CRI) (Gustav Larsson)  | Gustav Larsson      | Gustav Larsson           | Thomas De Gendt           | Tejay Van Garderen       | Omega Pharma-Quick Step   |
| 2ª etapa (Tom Boonen)            | Bradley Wiggins     | Tom Boonen               | Thomas De Gendt           | Tejay Van Garderen       | Omega Pharma-Quick Step   |
| 3ª etapa (Alejandro Valverde)    | Bradley Wiggins     | Alejandro Valverde       | Thomas De Gendt           | Tejay Van Garderen       | Omega Pharma-Quick Step   |
| 4ª etapa (Gianni Meersman)       | Bradley Wiggins     | Alejandro Valverde       | Luis Ángel Maté           | Tejay Van Garderen       | Omega Pharma-Quick Step   |
| 5ª etapa (Lieuwe Westra)         | Bradley Wiggins     | Alejandro Valverde       | Frederik Veuchelen        | Tejay Van Garderen       | Omega Pharma-Quick Step   |
| 6ª etapa (Luis León Sánchez)     | Bradley Wiggins     | Alejandro Valverde       | Frederik Veuchelen        | Tejay Van Garderen       | Omega Pharma-Quick Step   |
| 7ª etapa (Thomas De Gendt)       | Bradley Wiggins     | Alejandro Valverde       | Frederik Veuchelen        | Tejay Van Garderen       | Vacansoleil-DCM           |
| 8ª etapa (CRI) (Bradley Wiggins) | Bradley Wiggins     | Bradley Wiggins          | Frederik Veuchelen        | Tejay Van Garderen       | Vacansoleil-DCM           |
| Final                            | Bradley Wiggins     | Bradley Wiggins          | Frederik Veuchelen        | Tejay Van Garderen       | Vacansoleil-DCM           |